# GEPetrol
GEPetrol est la compagnie pétrolière nationale de Guinée équatoriale, créée en 2002 par décret présidentiel.